# Yoshihiro Kitazawa
Pour les articles homonymes, voir Kitazawa.
Yoshihiro Kitazawa (北沢 欣浩, Kitazawa Yoshihiro), né le 4 août 1962 à Kushiro, est un patineur de vitesse japonais. Aux Jeux olympiques d'hiver de 1984 disputés à Sarajevo, il est médaillé d'argent 500 mètres et devient à cette occasion le premier japonais à atteindre le podium olympique en patinage de vitesse.

## Palmarès
- Jeux olympiques de 1984
  -  Médaille d'argent du 500 m à Sarajevo

## Records personnels
| Distance     | Temps         | Année |
| ------------ | ------------- | ----- |
| 500 mètres   | 37 s 3        | 1985  |
| 1 000 mètres | 1 min 17 s 95 | 1984  |
| 1 500 mètres | 2 min 6 s 99  | 1982  |